# Nora Twomey
Nora Twomey (nascuda el 31 d'octubre de 1971) és una animadora, directora, guionista, productora i actriu de veu irlandesa. És més coneguda com a cofundadora de Cartoon Saloon, juntament amb Tomm Moore i Paul Young, un estudi i productora d'animació, amb seu a Kilkenny, Irlanda. És més coneguda per codirigir El secret de Kells i dirigir The Breadwinner. El seu treball en ambdues pel·lícules li va valer nominacions als Premis Oscar al Millor llargmetratge d'animació.

## Primers anys
Twomey es va educar a l'escola secundària de St. Mary a Midleton, al comtat de Cork, però va marxar abans de completar el Leaving Certificate als 15 anys. Va fer feina manual en una fàbrica local, però va continuar dibuixant i va estudiar breument arts plàstiques abans de ser admesa al Ballyfermot College a Dublín al seu programa de l'Escola d'Animació sobre la base de la seva carpeta. A la fàbrica Twomey va manejar una cinta transportadora fins a dotze hores seguides durant el torn de nit. Twomey atribueix aquest període de la seva vida a gran part del seu èxit, ja que portava auriculars per ofegar el fort soroll de la maquinària, el silenci combinat amb la monotonia de la tasca que realitzava li va permetre reflexionar sobre conceptes i generar idees, moltes de les quals es posarà a filmar més tard. She graduated from Ballyfermot College in 1995.

## Carrera
Després de graduar-se al Ballyfermot College, Twomey va començar a treballar a l'estudi d'animació Brown Bag Films a Dublín. El 1999 va ajudar a fundar Cartoon Saloon, juntament amb Tomm Moore, Paul Young i Ross Murray. El 2002 va dirigir el curtmetratge d'animació premiat From Darkness. El curtmetratge no té diàlegs i està basat en un conte popular inuit on un home ajuda a una dona amb només un esquelet perquè un cos es regeneri. També va treballar a la reeixida sèrie de televisió d'animació Skunk Fu!.
Twomey va escriure i dirigir el curt d'animació Cúilín Dualach (Backwards Boy), estrenat l'any 2004. Basat en una història de Jackie Mac Donacha, un nen amb el cap enrere troba només amor i acceptació en la seva mare i ha de treballar per aconseguir-ho de la resta de la seva comunitat, però sobretot del seu pare.
Va codirigir, amb Tomm Moore, El secret de Kells, un pel·lícula d'animació, a més de fer la veu addicional per a la pel·lícula. La pel·lícula està ambientada a l'Irlanda del segle IX, en el moment en què es va escriure el Llibre de Kells. En ella, un nen orfe de 12 anys que viu en un monestir té l'encàrrec d'acabar un llibre amb l'art de la il·luminació. La pel·lícula es va estrenar al Festival Internacional de Cinema de Berlín al febrer de 2009. El secret de Kells ha estat nominat a la categoria de Millor pel·lícula d'animació als Premis Oscar de 2009.
Twomey va continuar treballant en llargmetratges amb Cartoon Saloon amb La cançó del mar del 2014 dirigida per Tomm Moore. Va treballar com a cap d'història i directora de veu de la pel·lícula.
A continuació, va dirigir la pel·lícula d'animació The Breadwinner, estrenada el 2017. Basada en la novel·la bestseller per a joves de Deborah Ellis, una nena d'11 anys anomenada Parvana, ha de vestir-se de nen i convertir-se en el sostenidor titular de la seva família quan el seu pare és arrestat injustament pels talibans. Es va estrenar al Festival Internacional de Cinema de Toronto el setembre de 2017 amb una estrena àmplia el novembre de 2017. És el primer llargmetratge del qual té crèdits de director únic. Va treballar en el projecte amb l'actriu Angelina Jolie, que va ajudar a finançar el projecte i va treballar com a productora executiva El projecte va ser un gran èxit per a Twomey, ja que va ser reconeguda com a cineasta en solitari i va rebre cumpliments a més de ser elogiada per molts com una font d'empoderament femení. tot mentre lluitava contra el càncer durant la producció. Durant el desenvolupament de The Breadwinner, Twomey va ser nomenada "2017 10 Animators to Watch" a Variety.
Twomey és membre de l'Acadèmia de les Arts i les Ciències Cinematogràfiques.

## Temes i estil
Les pel·lícules de Twomey solen ser pel·lícules coming-of-age amb protagonistes preadolescents que tracten mons mítics, la importància de les històries i acabar-les, l'acceptació, la família i les comunitats. El treball de Twomey també té com a objectiu el fet que la vida és un cicle d'impermanència, i que la vida sempre està canviant. Les seves representacions d'aquest cicle varien en mida i abast, un exemple d'això és la seva representació de l'Afganistan a The Breadwinner, que descriu com una terra que ha passat de progressista a opressiva en qüestió d'anys, com és el cicle. Twomey segueix una perspectiva de disseny única, ja sigui utilitzant personatges que s'expliquen pel seu disseny visual o personatges el caràcter dels quals dona més al disseny global o als seus mons. Acostuma a utilitzar dissenys de personatges senzills però efectius per tal de ser concisa sobre el lliurament. Les seves pel·lícules combinen art tradicional i digital, però sovint són dibuixats a mà i en un estil visual inspirat en els mons de les seves històries.
El treball de Twomey està dissenyat per ser gaudit per tots els públics, tot i que els seus protagonistes solen ser nens o adults joves, les històries que protagonitzen normalment es consideren complexes i de diverses capes, cosa que les permet ser agradables i significatives tant per a adults com per a joves i nens. Ha afirmat que l'animació és un mitjà sovint passat per alt, sobretot pels adults, i que creu que no té sentit, ja que per a ella és simplement una altra manera d'explicar històries que pot ser igual de complexa. Twomey estima especialment els adults joves com a públic, ja que és capaç d'oferir-los històries vívides coming of age que intenten representar i envellir on també s'adapten a la realitat, i ella, a diferència de molts cineastes, intenta tractar-los amb dignitat. en no suavitzar la realitat de les seves històries. Exemples d'això es veuen a Breadwinner, que representa l'opressió, la brutalitat i la hipocresia dels talibans en un món posterior a l'11 de setembre. Twomey admet en una entrevista que creu que la seva part adulta i infantil de la seva audiència pot no tenir la mateixa reacció visceral davant les representacions dels talibans com a adults que tenen una forta associació amb ells, però Twomey utilitza el tòpic de "la majoria d'edat" amb un nen protagonista que veu moltes d'aquestes coses per primera vegada, donant-li a la història algú que pot indicar com haurien de reaccionar davant aquestes situacions. Creu que una jove protagonista dona als nens un pas per a temes més adults, permetent la realització de pel·lícules en diverses capes.
Les històries de Twomey sovint tracten de la juxtaposició, combinant allò fantàstic i eteri amb la realitat de la vida, com el sexisme i l'opressió. Intenta fer que la seva representació del món real de l'Afganistan sigui fosca, arenosa i envoltada de realisme, utilitzant artistes i testimonis afganesos per capturar la cultura i l'entorn en què es desenvolupa la seva pel·lícula, a la inversa, ja que la meitat de la pel·lícula té lloc en la ment dels personatges titulars. Twomey utilitza un art geomètric colorit basat en miniatures perses per contrastar la realitat amb la imaginació.
Twomey també teixeix temes més petits de la vida, com ara el d'un nen, l'amor pels seus pares, les complexes dinàmiques de germans i la feminitat que s'inclouen per donar més humanitat als seus personatges.
Pel que fa a l'estil, Twomey és un gran defensora del viatge de l'heroi i creu que cal tenir una bona comprensió d'aquesta estructura narrativa perquè puguin treballar tant dins com fora d'ella, permetent subversions o noves interpretacions interessants de la fórmula.
Twomey també fa l'opció estilística d'adherir-se a les imatges en 2D dibuixades a mà malgrat la CGI 3D més barata i disponible avui en dia, ja que creu que el 2D pot ser més estilístic i resistir la prova del temps.

## Reconeixements
Nora Twomey es va convertir en la setena graduada del Ballyfermot College que va ser nominada a un premi de l'Acadèmia amb el seu treball a The Breadwinner quan va ser nominada a la millor pel·lícula d'animació als Premis Oscar de 2017. També va ser nominada per a un premi als Globus d'Or.
The Breadwinner va obtenir 10 nominacions als 45ns Premis Annie, inclòs el Assoliment destacat per la direcció d'una producció d'animació per Twomey. Va guanyar el premi al millor llargmetratge d'animació per a una pel·lícula independent. Va ser la primera vegada que una directora única dirigia la pel·lícula que va guanyar el premi. també va guanyar el premi Cinema per la Pau i Justícia el 2018.
El treball de Nora Twomey també va tenir una gran presència als Premis Emile, un esdeveniment anual celebrat per l'Associació Europea d'Animació que homenatja els creadors europeus d'animació. Durant els premis de 2018 que es van organitzar a Lille, França, la pel·lícula de Twomey The Breadwinner va guanyar premis en quatre categories: Millor direcció, Millor guió guionista, Millor animació de personatges, Millor argument i Millor disseny de personatges.
Twomey ha guanyat diversos premis segons l'SDGI (Screen Directors Guild of Ireland). Aquests premis inclouen el millor curt d'animació irlandès nou, Galway Film Fleadh, 2002, millor curt, Festival de cinema irlandès de Boston, EUA 2003, Millor animació, Festival de Cinema de Kerry, Irlanda 2003, i el premi de plata -KAFI Animation festival, EUA 2003, per la seva pel·lícula "From Darkness". La seva pel·lícula Cúilín Dualach [Backwards Boy] també va guanyar el Millor curt d'animació, IFTA, Irlanda 2005, Millor curtmetratge, Cartoons on the Bay, Itàlia 2005, Millor animació infantil, Animadrid, 2005, i Millor animació, Festival de Cinema Celta, 2005.
Cartoon Saloon, un estudi Twomey Co fundat amb els contemporanis Paul Young i Tom Moore a Kilkenny, Irlanda, ha estat nominat a 5 premis Oscar, un premi BAFTA i diversos premis Emmy esmentats.

## Vida personal
Twomey té dos fills. Durant la realització de The Breadwinner, se li va diagnosticar un càncer, del qual s'ha recuperat des de llavors.

## Filmografia

### Cinema
| Any  | Títol                            | Director | Productor | Departament d'animació | Actriu de veu | Rol              | Notes                                                           |
| ---- | -------------------------------- | -------- | --------- | ---------------------- | ------------- | ---------------- | --------------------------------------------------------------- |
| 2002 | From Darkness                    | Sí       | Sí        | Sí                     | No            |                  | Curtmetratge Animador Dissenyador de personatges Director d'art |
| 2003 | The 3 Wise Men                   | No       | No        | Sí                     | No            |                  | Supervisor d'animació Animador d'efectes                        |
| 2004 | Cúilín Dualach                   | Sí       | No        | Sí                     | No            |                  | Curtmetratge Animador També guionista i director de producció   |
| 2009 | El secret de Kells               | Sí       | No        | No                     | Sí            | Veus addicionals | Co-director                                                     |
| 2009 | Old Fangs                        | No       | No        | Sí                     | No            |                  | Curtmetratge Director creatiu                                   |
| 2011 | Escape of the Gingerbread Man!!! | No       | No        | No                     | Sí            | Ms. Fox          | Curtmetratge                                                    |
| 2014 | La cançó del mar                 | No       | No        | Sí                     | No            |                  | Cap d'història Director de veu                                  |
| 2014 | Somewhere Down the Line          | No       | No        | No                     | Sí            | Veus addicionals | Curtmetratge                                                    |
| 2017 | The Breadwinner                  | Sí       | No        | No                     | No            |                  |                                                                 |
| 2020 | Wolfwalkers                      | No       | Sí        | No                     | Sí            | Veus addicionals |                                                                 |
| 2022 | El drac del meu pare             | Sí       | No        | No                     | Sí            | Veus addicionals |                                                                 |

### Televisió
| Any          | Títol                       | Productor | Notes             |
| ------------ | --------------------------- | --------- | ----------------- |
| 2015         | Eddie of the Realms Eternal | Sí        | Telefilm          |
| 2015–present | Puffin Rock                 | Sí        | Productor creatiu |